# Баженины
Баженины — старинный русский купеческий и дворянский род.
Род этой фамилии, проживавший в городе Архангельске, ведёт своё происхождение от новгородского посадского человека Симеона Баженина. Последний покинул Новгород в 1570 году, во время известного опричного новгородского погрома, устроенного Иваном IV Грозным, и поселился недалеко от Холмогор, в Курцовском посаде, где и скончался. Ближайшие его потомки, сын Фёдор и внук Кирилл, посвятили себя служению церкви, первый даже принял монашество под именем Филарета и был игуменом Архангельского монастыря. В середине XVII века он был послан в Сибирь для обращения в христианство остяков и самоедов, от которых и принял мученическую кончину. Кирилл был сначала диаконом холмогорского Спасо-Преображенского собора, а затем, за свой прекрасный голос, взят в Москву, в придворную церковь. В преклонных летах он вернулся в Холмогоры, где и прожил до самой смерти.
Андрей Кириллович Баженин (родился в 1640 году) первый из рода занялся торговлей и был купцом гостиной сотни; женатый на Фёкле Поповой, он получил за ней в приданое в 1671 году деревню Вавчугу, стоящую при впадении одноимённой реки в Северную Двину, в 83 верстах от Архангельска и в 13 верстах от Холмогор, с построенной Поповыми ещё в XVI веке пильной мельницей. Продолжателями рода и начатого Андреем Кирилловичем дела были его сыновья, Осип и Фёдор. Первый в 1680 году перестроил мельницу Поповых, находящуюся на левой стороне реки (которая в этом месте имеет ширину в 12 саженей), на иностранный образец, и построил другую на правом берегу реки Вавчуги.
Чуть более десятилетия спустя об этих заводах узнал Пётр I. В 1692 году переводчик посольского приказа Андрей Крафт получил двадцатилетние привилегии на устройство в России мельничных и пильных заводов, действующих водой и паром. Между тем, до него доходят сведения о мельницах Бажениных и, видя в них конкурентов, он обращается к Петру с жалобой о нарушении привилегии. Пётр же взглянул на это дело иначе. Узнав, что мельницы Бажениных существовали и до 1692 года, он 10 февраля 1693 года даёт на имя Осипа Баженина жалованную грамоту, которой «указал мельницами в двинском уезде, в старинной его деревне Вавчуге построенными и заводами владеть, и на тех мельницах хлебные запасы и лес растирать и продавать на Холмогорах и у Архангельска города русским людям и иноземцам, а с отпускаемых в море досок платить пошлины по 26 алт. по 4 деньги со 100 досок». Пётр, бывая в тех краях, по возможности, каждый раз наезжал и в Вавчугу и подолгу беседовал о торговых делах с купцами Бажениными.
Такая близость к Петру, любовь государя к морскому делу и заботливость по отношению к развитию отечественной торговли побудили Бажениных с верным расчётом на успех обратиться к нему в 1696 году с челобитной о дозволении им строить «корабли и яхты у своего завода русскими и заморскими мастеровыми». В тот год ответа им дано не было, вероятно, вследствие заграничного путешествия Петра, и был получен он только в 1700 году, уже после второй просьбы Бажениных. Пётр Великий «дал добро». Им предоставлялось право вывозить беспошлинно из-за моря все нужные для корабельного дела материалы, предоставлялся свободный наём рабочих, свобода от всяких выборных служб и посылок, и, кроме того, все эти царские милости, вскоре доставившие этому роду богатство, знатность и независимость, распространялись и на потомство Бажениных.
Таким образом, в 1700 году возникла первая торговая корабельная верфь в Вавчуге. Построенные на ней корабли охотно покупались иностранцами, англичанами и голландцами, с которыми с этого времени завелась довольно оживлённая торговля, главным образом, досками, выпиливаемыми на вавчужских мельницах, хлебом и другими товарами и предметами местного производства. До 1700 года в торговых сношениях с иностранцами, начавшихся ещё при Иване IV, едва ли не исключительно ограничивались взиманием одной пошлины с иноземных товаров, и конечно, до этого года, за неимением собственных больших судов на Белом море, выход из него был немыслим. Ввиду всего этого, Фёдора и Осипа Андреевичей Бажениных некоторые историки называют не только первыми строителями на Руси торговых кораблей, но и основателями правильных торговых сношений Русского Севера с иностранными державами.
Пётр хорошо понимал всю важность и значение начатого Бажениными дела и по-своему старался выразить признательность. В одно из своих посещений города Архангельска (1702 год), он пожаловал Фёдора Андреевича в экипаж-мейстеры, а с открытием в 1723 году в Архангельске городового магистрата утвердил выбор архангелогородцев и назначил его в президенты. В 1726 году Фёдор Андреевич погиб, оставив после себя четырёх сыновей.
Младший из них, Никифор Фёдорович, родившийся в Вавчуге в 1701 году, стал продолжателем рода. Он был известен как искусный токарный мастер и состоял при токарном цехе Петра Алексеевича. Сын его Иван Никифорович родился в 1733 году, обучался и воспитывался в Голландии, участвовал в Екатерининской комиссии и был президентом архангельского магистрата. С временем его президентства связано приобретение нескольких привилегий для архангельского купечества, как, например, права вольного торга салом морских зверей и рыб, освобождение от разных недоимок, облегчение погодной службы и разделение Архангельского посада на купечество и мещанство (1775 год). Он был образованнейшим человеком своего времени, «не чуждым литературных и художественных интересов». От него остался альбом рисунков из голландской жизни и природы, написанный им в 1755 году цветными карандашами, тушью и акварелью. С появлением при нём корабельной верфи в городе Архангельске, Вавчужская верфь прекратила своё существование.
В 1863 году прекратился и род Бажениных, за смертью его последнего представителя Никифора Степановича, внука Ивана Никифоровича (родился в 1790 году). Хотя далеко не все считали его таким блестящим представителем этого рода, как его дед и отец, он также получил образование за границей (оба походившие в своей жизни на вельмож екатерининского века), и отличаясь большим трудолюбием и бережливостью, успел несколько поправить пошатнувшиеся при его отце дела Бажениных, восстановив вавчужские лесопильные и мукомольные заводы.
После угасания династии родовое имение Бажениных — Вавчуга, — было продано, и из всех старинных построек в деревне к началу Октябрьской революции сохранились едва ли не одни заводы.

## Память
- В начале 1970-х годов в Вавчуге на доме Бажениных была установлена мемориальная доска с текстом: «В селе Вавчуге с 1700 по 1732 гг. находилась первая в России купеческая судостроительная верфь братьев Бажениных, основанная по указу Петра I. Здесь работали талантливые кораблестроители-северяне, в том числе С. Т. Негодяев-Кочев»[6].
- Осип Андреевич Баженин выведен в романе Юрия Германа «Россия молодая» и одноимённом многосерийном телевизионном фильме 1982 года об эпохе Петра I.